# Liga de Voleibol Argentina 2020-21
La Liga de Voleibol Argentina 2020-21 fue la vigésima quinta edición del certamen profesional de máxima división de equipos de vóley en la Argentina.
UPCN San Juan Vóley se consagró campeón al vencer a Ciudad Vóley en la final por 3 a 0.

## Equipos participantes
| Club                   | Ciudad                      |
| ---------------------- | --------------------------- |
| Once Unidos            | Mar del Plata, Buenos Aires |
| Ciudad Vóley           | Ciudad de Buenos Aires      |
| UVT Vóley              | Trinidad, San Juan          |
| Obras                  | San Juan, San Juan          |
| Defensores de Banfield | Banfield, Buenos Aires      |
| Club Atlético Paracao  | Paraná, Entre Rios          |
| UPCN San Juan Vóley    | San Juan, San Juan          |

### Distribución geográfica de los equipos
| Jurisdicción                    | Cant. | Equipos                                |
| ------------------------------- | ----- | -------------------------------------- |
| Provincia de San Juan           | 3     | UPCN San Juan Vóley, Obras y UVT Vóley |
| Provincia de Buenos Aires       | 2     | Once Unidos y Defensores de Banfield   |
| Provincia de Entre Ríos         | 1     | Club Atlético Paracao                  |
| Ciudad Autónoma de Buenos Aires | 1     | Ciudad Vóley                           |

## Modo de disputa
Primero se disputó una fase regular todos contra todos, dónde el mejor posicionado clasificó a semifinales y el resto jugó cuartos de final. Los playoffs se jugó ida y vuelta a dos partidos, exceptuando los partidos desempate, y la final que se jugó a 3 partidos.

## Fase regular
| Pos. | Equipo                 | Pts | Partidos | Partidos | Partidos |
| Pos. | Equipo                 | Pts | PJ       | PG       | PP       |
| ---- | ---------------------- | --- | -------- | -------- | -------- |
| 1.º  | UPCN San Juan Vóley    | 34  | 12       | 12       | 0        |
| 2.º  | Obras                  | 26  | 12       | 9        | 3        |
| 3.º  | Ciudad Vóley           | 24  | 12       | 7        | 5        |
| 4.º  | UVT Vóley              | 13  | 12       | 4        | 8        |
| 5.º  | Club Atlético Paracao  | 11  | 12       | 4        | 8        |
| 6.º  | Defensores de Banfield | 9   | 12       | 3        | 9        |
| 7.º  | Once Unidos            | 9   | 12       | 3        | 9        |

|  | Clasificado a semifinales.       |
|  | Clasificados a cuartos de final. |

## Playoffs
|  | Cuartos de final       | Cuartos de final         | Cuartos de final         |                          |       | Semifinales | Semifinales | Semifinales |  |              | Final        | Final | Final |  |
|  |                        |                          |                          |                          |       |             |             |             |  |              |              |       |       |  |
|  |                        |                          |                          |                          |       |             |             |             |  |              |              |       |       |  |
|  | Ciudad Vóley           | Ciudad Vóley             | 2                        |                          |       |             |             |             |  |              |              |       |       |  |
|  | Ciudad Vóley           | Ciudad Vóley             | 2                        |                          |       |             |             |             |  |              |              |       |       |  |
|  | Defensores de Banfield | Defensores de Banfield   | 0                        |                          |       |             |             |             |  |              |              |       |       |  |
|  | Defensores de Banfield | Defensores de Banfield   | 0                        |                          | Obras | Obras       | 0           |             |  |              |              |       |       |  |
|  |                        |                          |                          |                          | Obras | Obras       | 0           |             |  |              |              |       |       |  |
|  |                        |                          | Ciudad voley             | Ciudad voley             | 2     |             |             |             |  |              |              |       |       |  |
|  | Obras                  | Obras                    | Ciudad voley             | Ciudad voley             | 2     | 2           |             |             |  |              |              |       |       |  |
|  | Obras                  | Obras                    |                          |                          |       |             |             |             |  |              |              |       |       |  |
|  | Once Unidos            | Once Unidos              | 0                        |                          |       |             |             |             |  |              |              |       |       |  |
|  | Once Unidos            | Once Unidos              | 0                        |                          |       |             |             |             |  | Ciudad Voley | Ciudad Voley | 0     |       |  |
|  |                        |                          |                          |                          |       |             |             |             |  | Ciudad Voley | Ciudad Voley | 0     |       |  |
|  |                        |                          | UPCN San Juan Voley Club | UPCN San Juan Voley Club | 3     |             |             |             |  |              |              |       |       |  |
|  |                        |                          | UPCN San Juan Voley Club | UPCN San Juan Voley Club | 3     |             |             |             |  |              |              |       |       |  |
|  |                        |                          |                          |                          |       |             |             |             |  |              |              |       |       |  |
|  |                        |                          |                          |                          |       |             |             |             |  |              |              |       |       |  |
|  |                        | UPCN San Juan Voley Club | UPCN San Juan Voley Club | 3                        |       |             |             |             |  |              |              |       |       |  |
|  |                        |                          |                          | 3                        |       |             |             |             |  |              |              |       |       |  |
|  |                        |                          | UVT Voley                | UVT Voley                | 1     |             |             |             |  |              |              |       |       |  |
|  | UVT Vóley              | UVT Vóley                | UVT Voley                | UVT Voley                | 1     | 2           |             |             |  |              |              |       |       |  |
|  | UVT Vóley              | UVT Vóley                |                          |                          |       |             |             |             |  |              |              |       |       |  |
|  | Paracao                | Paracao                  | 0                        |                          |       |             |             |             |  |              |              |       |       |  |
|  | Paracao                | Paracao                  | 0                        |                          |       |             |             |             |  |              |              |       |       |  |
|  |                        |                          |                          |                          |       |             |             |             |  |              |              |       |       |  |

UPCN San Juan Vóley campeón.